# Еміль Денкуш
Еміль Гаврил Денкуш (рум. Emil Gavril Dăncus; нар. 4 жовтня 1974, Сигіт, Румунія) — румунський футболіст, півзахисник.

## Життєпис
Футбольну кар'єру розпочав 1994 року в нижчоліговому клубі «АС Сігет». З 1995 по 2003 рік захищав кольори румунських клубів «Глорія» (Бистриця) та «Астра» (Джурджу).
У липні 2003 року перейшов до українського клубу «Сталь». У футболці алчевського клубу дебютував 15 серпня 2003 року в нічийному (0:0) виїзному поєдинку 5-о туру Першої ліги проти ірпінської «Нафком-Академії». Еміль вийшов на поле в стартовому складі, а на 74-й хвилині його замінив Олександр Матвійчук. Єдиним голом у складі «сталеварів» 26 березня 2004 року на 19-й хвилині нічийного (1:1) поєдинку 20-о туру Першої ліги проти «Красилів-Оболоні». Денкуш вийшов на поле в стартовому складі, а на 82-й хвилині його замінив Георгій Цимакурідзе. У сезоні 2003/04 років у Першій лізі зіграв 22 матчі (1 гол) та 2 поєдинки у кубку України. У червні 2004 року залишив український клуб.
У липні 2004 року повернувся на батьківщину, де знову захищав кольори «Глорії» (Бистриця). Футбольну кар'єру завершив наступного року у футболці «Газ Метану». У сезоні 2013/14 років перебував у заявці нижчолігового румунського клубу «Автантул» (Бірсана).